# Swobnica

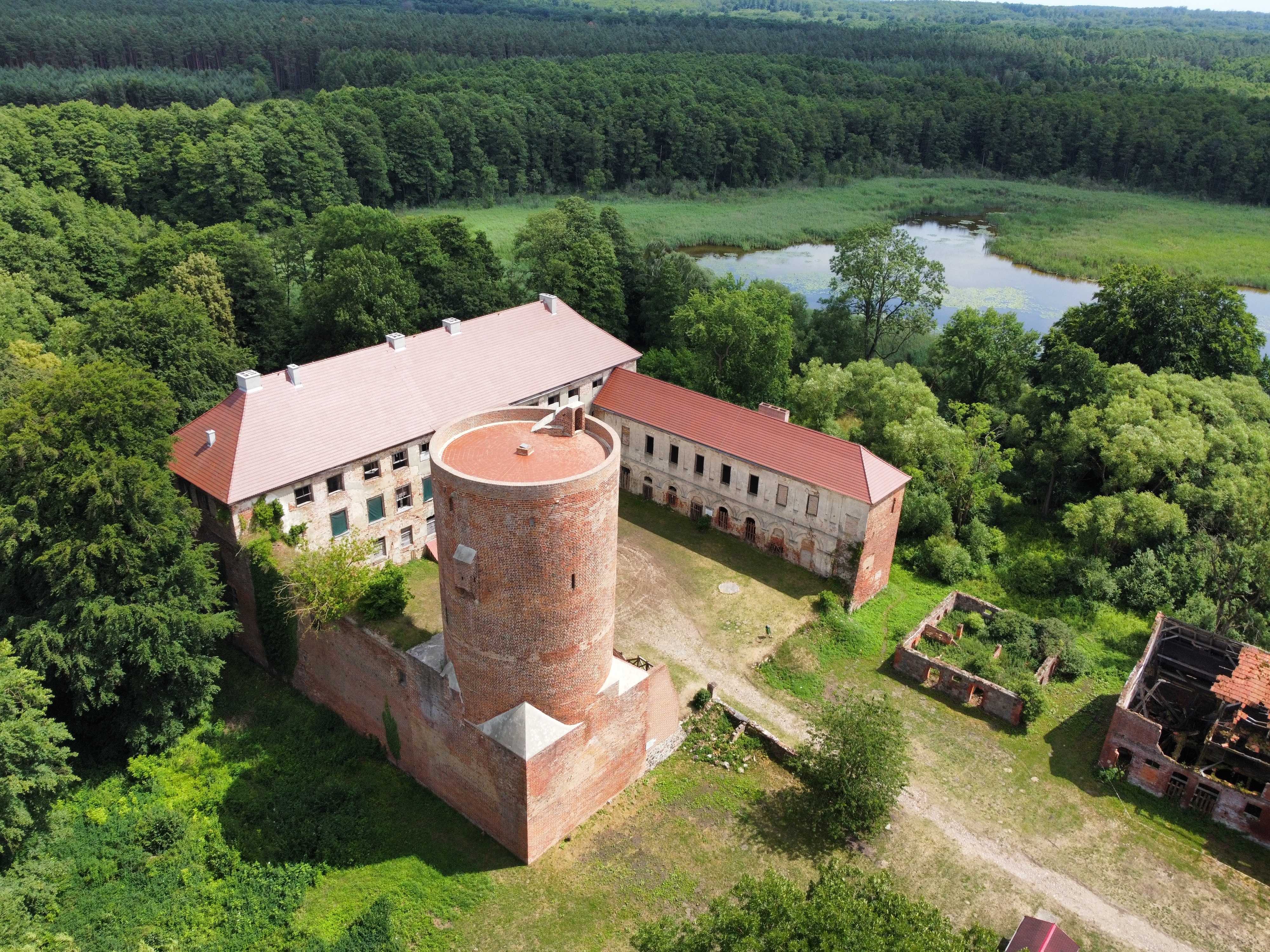
Schloss Wildenbruch

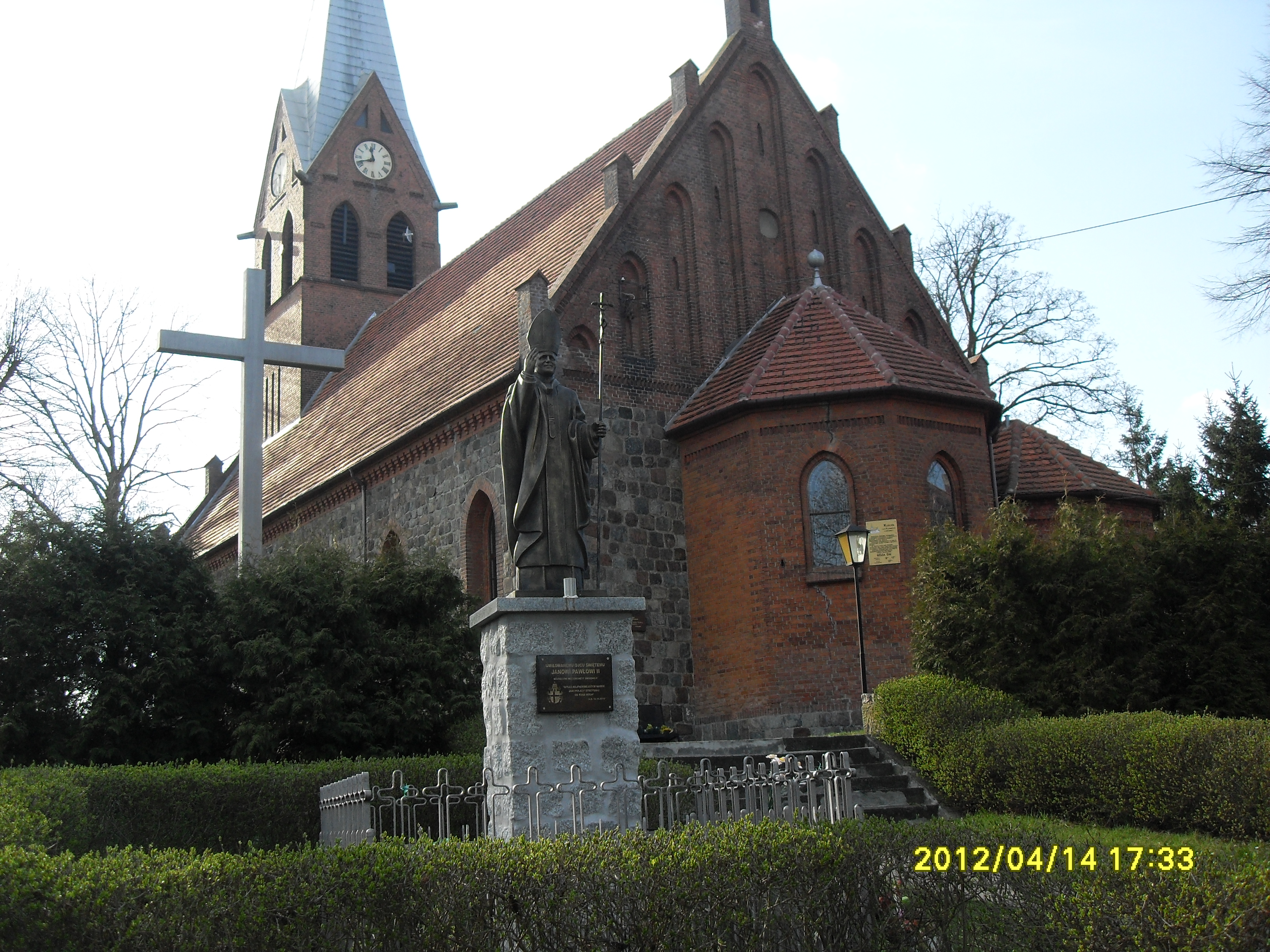
Frühgotische Dorfkirche St. Kasimir (13. Jh., mit späteren Veränderungen, Feldsteingemäuer aus Granit mit Ziergiebel aus Backstein), bis 1945 Gotteshaus der evangelischen Gemeinde Wildenbruch

Swobnica (deutsch Wildenbruch in Pommern) ist ein Dorf mit 700 Einwohnern in der polnischen Woiwodschaft Westpommern im Powiat Gryfiński.

## Geographische Lage
Der Ort liegt in Hinterpommern, etwa 50 Kilometer südlich von Stettin (Szczecin), unmittelbar am südlichen Ufer des Langen Sees (poln. Jezioro Długie). Die nächstgelegenen größeren Städte sind Gryfino (Greifenhagen) im Nordwesten, Chojna (Königsberg in der Neumark) im Südwesten und Pyrzyce (Pyritz) im Nordosten. In 28 Kilometer Entfernung befindet sich ein Grenzübergang nach Schwedt.

## Geschichte
Wildenbruch wurde 1345 erstmals urkundlich erwähnt. Der Johanniterorden erhielt als Nachfolger der Templer 1377 die Erlaubnis, einen neuen Komtursitz als Ersatz für den in einer Fehde zerstörten Sitz in Rörchen zu erbauen, der 1382 bezogen wurde. Nach der Reformation gehörte die Komturei Wildenbruch zum 1532/41 gebildeten Teilherzogtum Pommern-Wolgast. Die Komture gehörten zu dieser Zeit dem schlossgesessenen Adel Pommerns an, zuletzt waren es Mitglieder des rügischen Geschlechts von Putbus. Durch die doppelte Unterstellung der Komture unter den regierenden Herzog von Pommern-Wolgast und den Herrenmeister von Sonnenburg entstanden zeitweilige Konflikte zwischen Pommern und Brandenburg. Mit dem Westfälischen Frieden 1648 wurde Wildenbruch zunächst ein Teil von Schwedisch-Pommern. Die Komturei wurde säkularisiert. Wildenbruch gehörte zu dem Teil Schwedisch-Pommerns, der bereits 1679 mit dem Frieden von Saint-Germain an Brandenburg kam.
1680 erwarb die zweite Gemahlin des Kurfürsten Friedrich Wilhelm von Brandenburg (der Große Kurfürst) Dorothea mit eigenen Schatullgeldern die Herrschaft Wildenbruch, vereinigte sie mit der bereits 1670 erworbenen Herrschaft Schwedt-Vierraden und bildete damit die Grundherrschaft der Nebenlinie der brandenburg-preußischen Hohenzollern Schwedt-Wildenbruch.
Prinzessin Dorothea begann sofort mit dem barocken Umbau der Burganlage, die sie zum Schloss Wildenbruch machte. Namhafte Architekten wie Cornelis Ryckwaert (Schloss Oranienbaum, Zerbst und in der Nachbarschaft von Swobnica das Schloss Sonnenburg) und Johann Arnold Nering (Schloss Charlottenburg in Berlin) waren an den Modernisierungsarbeiten beteiligt. Oberitalienische Stuckateure schufen die reiche barocke Innenausstattung, die bis heute teilweise erhalten geblieben ist. Diese Ausstattung ist vermutlich das einzige so gut erhaltene Beispiel barocker säkulerer Kunst auf dem Gebiet der polnischen Wojewodschaft Westpommern.
Nach dem Tod seiner Mutter Dorothea erbte Markgraf Philipp Wilhelm die Herrschaft Schwedt-Wildenbruch. Sein Sohn, Markgraf Friedrich (der tolle Markgraf) starb 1771 in Wildenbruch. Von 1759 bis 1765 war Wildenbruch an Johann Justus Bandel (1725–1813) verpachtet, der später markgräflicher Pächter im nahe gelegenen Kunow wurde. Nach dem Aussterben der Sekundogenitur Schwedt-Wildenbruch mit dem Tod des Markgrafen Friedrich Heinrich 1788 fiel Wildenbruch an das preußische Königshaus zurück.
Aus der Partnerschaft zwischen Prinz Louis Ferdinand von Preußen und der aus einer Magdeburger Beamtenfamilie stammenden Henriette Fromme gingen zwei Kinder hervor: Anton Albert Heinrich Ludwig (1803–1874), der spätere Vater des Schriftstellers Ernst von Wildenbruch, und Blanche. Beide erhielten 1810 von König Friedrich Wilhelm III. den Namen „von Wildenbruch“ zuerkannt und wurden in den Adelsstand erhoben.
Im Jahr 1895 erhielt Wildenbruch durch die Greifenhagener Kreisbahnen eine Kleinbahnverbindung über Bahn nach Greifenhagen. Der Personenverkehr zwischen Banie und Swobnica wurde 1983 eingestellt und die Strecke 1987 abgebaut.
Vor 1945 bildete Wildenbruch eine Gemeinde im Kreis Greifenhagen der preußischen Provinz Pommern. Wildenbruch war Sitz des Amtsbezirks Wildenbruch.
Im Jahr 1945 kam Wildenbruch, wie ganz Hinterpommern, an Polen. Wildenbruch wurde in „Swobnica“ umbenannt. Die einheimische Bevölkerung wurde vertrieben.

## Entwicklung der Einwohnerzahlen
- 1925: 923[1]
- 1933: 985[1]
- 1939: 924[1]